# Trézelles
Trézelles es una comuna francesa situada en el departamento de Allier, en la región de Auvernia-Ródano-Alpes. Tiene una población estimada, en 2018, de 409 habitantes.

## Demografía
| 638 | 562 | 521 | 453 | 414 | 395 | 409 |
| Para los censos de 1962 a 1999 la población legal corresponde a la población sin duplicidades (Fuente: INSEE [Consultar]) |     |     |     |     |     |     |